# Yvan Rajoarimanana
Avotriniaina Yvan Deanny Rajoarimanana (ur. 23 sierpnia 1988 w Antananarywie) – madagaskarski piłkarz grający na pozycji napastnika. W swojej karierze rozegrał 12 meczów i strzelił 2 gole w reprezentacji Madagaskaru.

## Kariera klubowa
Swoją karierę piłkarską Rajoarimanana rozpoczął w klubie Ajesaia. W 2007 roku zadebiutował w jego barwach w pierwszej lidze madagaskarskiej. W debiutanckim sezonie wywalczył z nim mistrzostwo Madagaskaru. W latach 2008–2009 grał w reuniońskim JS Saint-Pierroise, z którym w 2008 został mistrzem Reunionu. W 2010 roku występował w Japan Actuel’s FC, a w latach 2011-2012 był piłkarzem CNaPS Sport. W sezonie 2011 został z nim wicemistrzem Madagaskaru oraz zdobył Puchar Madagaskaru. W 2013 roku najpierw występował w algierskim MO Béjaïa, a następnie ponownie w CNaPS Sport, z którym został mistrzem Madagaskaru. W sezonie 2014 był piłkarzem AS Saint Michel, z którym zdobył Puchar Madagaskaru. W sezonie 2015 wywalczył mistrzostwo Reunionu z JS Saint-Pierroise, a w latach 2016-2017 grał w innym reuniońskim klubie US Sainte-Marienne. W 2017 roku występował w FC Rabaza, a w 2018 ponownie w AS Saint Michel. W latach 2019–2021 był zawodnikiem Ajesaia, a w sezonie 2021/2022, ostatnim w karierze, był piłkarzem klubu CFFA. Wywalczył z nim mistrzostwo kraju.

## Kariera reprezentacyjna
W reprezentacji Madagaskaru Rajoarimanana zadebiutował 9 marca 2008 roku w wygranym 2:1 towarzyskim meczu z Mauritiusem, rozegranym w Curepipe. W debiucie strzelił gola. Od 2008 do 2011 wystąpił w kadrze narodowej 12 razy i strzelił 2 gole.